# Adolescens

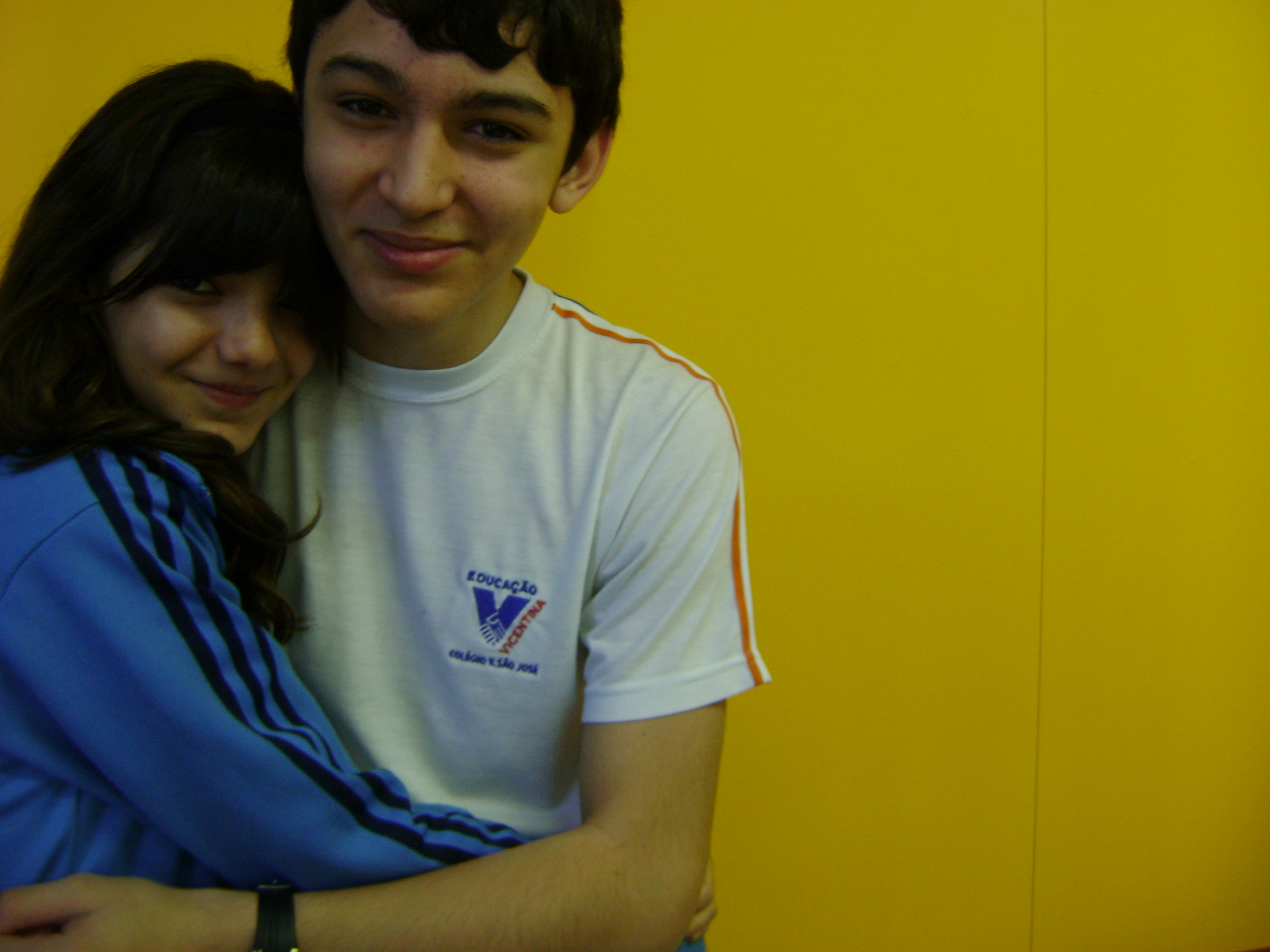
Två ungdomar.

Adolescens (lat adolescere = (att) växa upp, tillväxa) är övergångsperioden mellan att vara ett barn och att vara vuxen; åren efter puberteten. Perioden inrymmer stora fysiska och psykiska förändringar. Kroppen växer, och den förändras snabbare än under någon annan period, undantaget spädbarnstiden. Tänkandet blir mer abstrakt, där individen kan resonera utifrån hypoteser (antaganden) och se ännu ej existerande möjligheter. Det sociala beteendet utvecklas allt mer mot vuxenrollen.
Begreppet används mest inom psykologi och sociologi och handlar om de fysiska, psykologiska och sociala förändringar som sker under denna period. Dessa biopsykosociala förändringar sker inte nödvändigtvis i takt, varför det är lämpligt att ha kännedom om det så kallade biopsykosociala schemat (se mer under Adolescensens faser) för att kunna förstå ungdomens mognad och utmaningar. Att en person är i adolescensen beror inte på personens ålder utan på att nämnda förändringar pågår. Detta gäller i synnerhet de sociala och psykologiska förändringarna. Traditionellt sammanföll adolescensen för de flesta med tonåren men WHO använder ordet "adolescence" för ungdomar 10–19 år, och "young people" för dem mellan 15 och 24 år. En överlappande term är FN's "youth" (15–24 år).  Perioden av adolescence är numera dock mer erkänt att innesluta 10-24 år snarare än 10-19 år på grund av förskjutna milstolpar till vuxenhet och fortgående biologisk utveckling in i 20-årsåldern. Prefrontal cortex, belöningssystemet och andra hjärnregioner fortsätter den intensiva mognaden tills 25-30 år. Definitionen av 10-24 år är bland annat i enlighet med "The Lancet Child & Adolescent health" och "Adolescencts our future". 

## Adolescensens startpunkt
Traditionellt anses adolescensen börja i och med starten av puberteten, vilket sker vid olika åldrar för olika individer (det normala spannet är mellan 8 och 13 års ålder för flickor och mellan 9 och 14 års ålder för pojkar). Tidpunkten för starten av puberteten har i Sverige legat stabil sedan mitten av 1900-talet, efter att ha sjunkit med ett par år från början av 1800-talet. Hjärnans utveckling och den psykosociala (i bemärkelsen identitetsskapande) utvecklingen är däremot oförändrade.

## Adolescensens slutpunkt
Adolescensens slutpunkt anses ofta vara när en individ betraktas mogen nog för vissa uppgifter, som till exempel att köra ett fordon, ha sexuellt umgänge, göra värnplikten, rösta och gifta sig. Då adolescens är en process kan individen uppnå mognad för olika saker vid olika tillfällen och tidpunkten varierar även från individ till individ. Men även om en person betraktas som myndig i lagen är hjärnan inte fullt utvecklad innan man är i 25-årsåldern. Etableringsåldern i samhället ökar och är inte längre lika självklart definierad. Detta tillsammans med den, jämfört med för 200 år sedan, tidigare pubertetsstarten innebär att hela ungdomsperioden har blivit utdragen.

## Adolescensens faser
Utvecklingen under ungdomsåren är förväntad och förutsägbar. Den sker i ett kontinuum från det lilla barnet till den vuxne och det går inte att hoppa över ett utvecklingssteg på vägen. Genom att ha kännedom om vanliga kännetecken för början, mitten och slutet av ungdomstiden kan vuxna i ungas närhet bättre förstå och stötta unga. Det är till exempel vanligt att vuxna har förväntningar på ungdomar utifrån hur de ser ut, det vill säga utifrån kroppens utveckling. Just i adolescensen, när identitetsutvecklingen är som störst, kan det vara särskilt olyckligt.
Enligt den biopsykosociala modellen beror hälsan på biologiska, psykologiska och sociala förhållanden. Därför åskådliggörs utvecklingen genom att ange hur dessa domäner (biologisk, psykologisk och social) förändras genom adolescensens faser.
Grovt kan adolescensen delas in i tre faser: tidig adolescens, mellanadolescens och sen adolescens. Unga vuxna (18 till 25 år) är en grupp med något annorlunda förutsättningar och utmaningar, men beroende på individuell mognad och sociokulturella faktorer kan utvecklingssteg för unga vuxna och ungdomar i sen adolescens sammanfalla. 
I beskrivningen av utveckling i ungdomsåren anges utvecklingen av sexualitet och sexuella relationer som en separat domän och den åskådliggörande tabellen kallas därför ibland även det biopsykosociosexuella utvecklingsschemat.

## Begreppet mognad i adolescensen
En bedömning av den minderåriges mognad endast utifrån utseende kan innebära att ungdomar som är i sen adolescens men ser ut som att de är yngre inte får sina rättigheter enligt barnkonventionens artikel 12 tillgodosedda, medan en bedömning av mognad endast utifrån sexuellt beteende utan hänsyn till kognitiv utveckling kan leda till allvarlig riskutsatthet. Således är det biopsykosociosexuella utvecklingsschemat – oavsett i vilken variant schemat förekommer – ett stöd för att identifiera på vilken utvecklingsnivå ungdomen befinner sig avseende de olika domänerna, och huruvida de är i otakt eller inte. Den schematiska uppdelningen kan också användas i utformning av exempelvis överföringsmodeller från barn-/ungdom- till vuxensjukvård.

## Biopsykosociosexuella utvecklingsschemat
"Biologisk domän" i tabellen brukar avse puberteten med dess omvandling av barnkroppen till könskaraktäristisk vuxenkropp, samt de kroppsliga förändringar som, liksom hjärnan, fortsätter till över 25 års ålder (benmassa, muskelmassa, ansiktsbehåring). 
"Psykisk domän" handlar om den kognitiva förmågan, vanliga tankemönster, tankar om den egna identiteten, tidsuppfattning, samt självständighet. 
Domänen "Social" eller "Social arena" handlar om vilka fysiska och virtuella miljöer ungdomen rör sig i, samt dess psykiska omgivning (vänskapsrelationer, familj), medan domänen Sexuell utveckling handlar om vad som är typiskt för respektive adolescensfas när det gäller hur människans sexualitet yttrar sig samt vad som kännetecknar sexuella relationer. 
Hjärnans utveckling påverkar och är en del av samtliga domäner varför den brukar beskrivas separat, inklusive de förutsägbara förändringarna av bland annat sömn, risk och belöning.   
| Adolescensfas Utvecklingsdomän | Tidig adolescens cirka 10–13 år | Mellanadolescens cirka 14–16 år | Sen adolescens/ ung vuxen cirka 17–20/24 år |
| Biologisk                      |                                 |                                 |                                             |
| Psykisk                        |                                 |                                 |                                             |
| Social                         |                                 |                                 |                                             |
| Sexuell                        |                                 |                                 |                                             |

Ifylld kan tabellen se ut så här:
| Adolescensfas Utvecklingsdomän | Tidig adolescens ca 10–13 år | Mellanadolescens ca 14–16 år | Sen adolescens / ung vuxen ca 17–20/24 år |
| Biologisk                      | Pubertetsstart | Fortsatt utveckling av hjärnan och den könstypiska kroppen. | Fortsatt kroppslig utveckling (kroppskonstitution, benmassa). Hjärnan som en vuxens vid ca 25 års ålder.                                                     |
| Kognition Identitet Autonomi   | Konkret > abstrakt förståelse. Ny förståelse av världen och dess orättvisor. Fantasi, associationer, ”allt är möjligt”. Autonomi i vardagen. Ifrågasätter vuxna i trygg miljö. Identifierar sig som del av sin familj. Tidshorisont 1–2 dagar. | Utvecklad förmåga till logik och abstraktion, lägre vid stress. Klarar mycket men behöver vuxenstöd. Experimentlust, utforskar. Maximal identitetsutveckling. Distans från vuxna och deras råd. Tidshorisont vecka/-or. | Tidshorisont och abstraktionsförmåga som vuxens. Tankar om livsval, identitet i samhället. Formellt helt autonom. Vuxna åter som samtalspartners, rådgivare. |
| Social                         | Familj, skola, vänner, fritidsaktivitet | Fler vänner, olika grupperingar. Rör sig självständigt överallt – på nätet och geografiskt. | Studier, yrkesliv. Svag ekonomi. Boende? Samhällsskydd, nätverk.                                                                                             |
| Sexuell                        | Utforskande av den förändrande egna kroppen och upptäckande av egen sexualitet/njutning. Begynnande sexuellt intresse av annan men sällan i form av genitalt sex. Platonska relationer vanliga.                                                | Utforskande av intimitet, sexuell identitet och sexuella upplevelser även med partner. Romantiska relationer. | Tankar om familjebildning, långvariga relationer. Romantiska relationer med en ömsesidighet och vi-känsla.                                                   |